# 舒适区
舒適圈或舒适区等（英語：Comfort zone），是一種心理狀態，在這種狀態下，一個人對事物感到熟悉，且感到放鬆並（認為自己）能夠控制所在環境，經歷低水平的焦慮和壓力。在該狀態中，可以實現穩定的身心表現水平。
Judith M. Bardwick 將這個術語定義為“一個人在焦慮中立的狀態下運作的行為狀態。” 布芮尼·布朗將其描述為“我們的不確定性、稀缺性和脆弱性被最小化—我們相信我們將獲得足夠的愛、食物、才能、時間、欽佩。我們覺得我們可以控制的地方。”

## 績效管理
Alasdair A. K. White 曾在2009年提出“最佳性能區域”概念；在該「區域」中，可以透過一定程度的壓力來提高（工作）效能。 Robert Yerkes 在1907年表示，“焦慮會提高表現，直到達到某個最佳的喚醒（英語：arousal，心理學等領域術語）水平。超過這一點，隨著焦慮水平的提高，表現會下降。” 在最佳表現區域之外，存在“危險”區域，其中在更大的焦慮的影響下，身心表現效能會迅速下降。
然而，壓力一般會對決策產生不利影響：在這樣的情況下，人們會傾向嘗試較有限的替代方案，並使用較熟悉的策略，即使它們不再有用。
最佳績效管理需要在最佳績效區域最大化時間部分。主要目標應該是擴大舒適區和最佳表現效能區。